# V速度

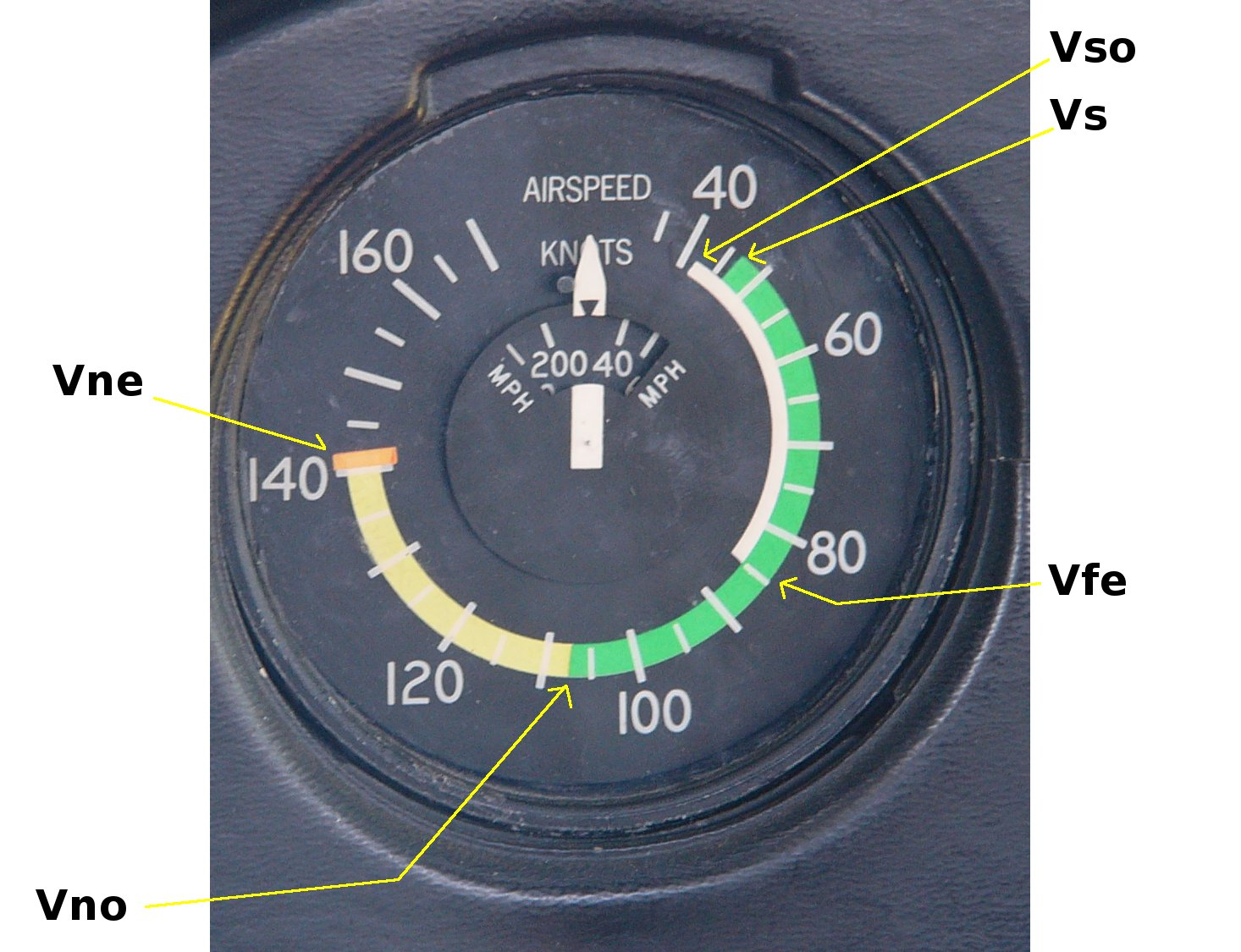
セスナ 150の対気速度計。画像内の文字はそれぞれV速度 (ノット単位)を示す。

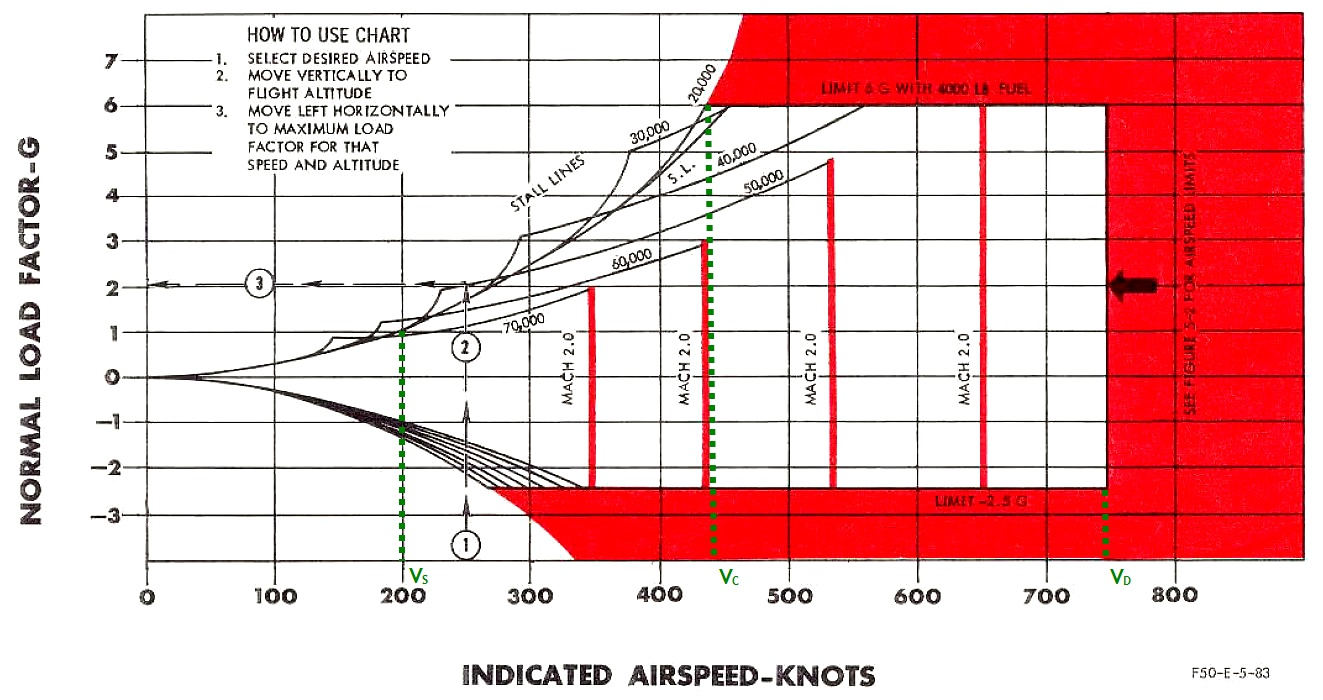
緑の文字は左からV_{S} (失速速度)、V_{C} (設計巡航速度)、V_{D} (設計急降下速度)を示す。

V速度 (英語: V-speeds)とは、すべての航空機に存在する規則速度を定義するために用いられる航空用語のことである。これらの速度は飛行試験中に航空機設計者と製造業者によって算出され、その後、航空機の型式証明試験で政府の飛行検査官によって正式に決められる。一般的にV速度を用いることは、航空安全、航空機の性能、またはその両方を最大限に高めるためのベストプラクティスと見做されている。
一般航空などの航空機に使用されている対気速度計では、V速度を示すために対気速度が書かれた上から弧線及び線で色分けされている。上図で説明すると、下端にある緑色の弧線はフラップを格納した状態での失速速度を、白色の弧線はフラップを完全に展開した状態での失速速度を示しており、いずれも最大重量時の失速速度となっている。黄色の弧線は航空機が通常飛行する際の速度を決めた範囲であり、赤線のVNEは超過禁止速度を示している。
V速度を正しく表示することは、ほとんどの国で航空機の型式証明のために必要な条件とされている。

## 規約
最も一般的なV速度は政府の航空法に基づいて定義されている。アメリカでは連邦航空規則またはFARとして知られている連邦規則集のタイトル14に定義されている。カナダではカナダ運輸省が作成した航空情報マニュアル (AIM)第26条にV速度が定義されている。FARの23条、25条及びそれに相当するV速度の定義は航空機の設計または認証であり、航空機を運用可能にするものではないとされている。

## 主なV速度
以下のV速度は規制によって定義されている。一般的にこれらは機体の重量、天候や風向きといったフライト時の状況によって左右されるが、説明を簡潔にするために一部を省略している。
| 各V速度名 | 説明 |
| --------- | --- |
| V1        | 離陸決心速度とも言い、離陸を安全に中止可能な最大速度。これを超えると離陸を中止出来ない (以下V1の定義を参照)。 |
| V2        | 安全離陸速度とも言い、1基のエンジンが停止しても安全に上昇できる速度。 |
| V2min     | 最低安全離陸速度のこと。 |
| V3        | フラップ格納速度のこと。 |
| V4        | 安定して初期上昇する速度。全エンジンが正常である場合の上昇速度で、フラップ格納速度への加速を開始するまではこの速度で上昇する。高度400フィート (120 m)になるまでにはこの速度に到達すべきとされる。                                                |
| VA        | 設計運動速度。この速度を超えた状態で何れかの操縦舵面をいっぱいまで切ると、設計上の強度限界を超える負荷が航空機に加わる。 |
| Vat       | アプローチ速度とも呼ばれる。重量が最大の着陸構成で失速速度VS0に1.3を掛けたもの、または失速速度VS1gに1.23を掛けたものに通常は等しいが、製造業者によっては異なる基準を適用している。VS0とVS1gの両方が利用可能な場合はより高い方のVatが適用される。 |
| VB        | 最大突風に対する設計速度のこと。 |
| VC        | 設計巡航速度のこと。 |
| Vcef      | V1と同じ意味。一般に軍用機の性能の公式文書で使用されている。 |
| VD        | 設計急降下速度のこと。 |
| VDF       | 飛行降下速度のことで、試験で実際に記録された最大の速度となっている。 |
| VEF       | エンジンが離陸中に故障すると想定された速度のこと。 |
| VF        | 設計フラップ動作速度のこと。 |
| VFC       | 安定特性の最大速度のこと。 |
| VFE       | 最大フラップ展開速度のこと。 |
| VFTO      | 最終離陸速度のこと。 |
| VH        | 最大推力で水平飛行した際の最大速度のこと。 |
| VLE       | 最大降着装置展開速度。これは降着装置を展開したまま飛行する際の最大速度を表している。 |
| VLO       | 最大降着装置操作速度。これは降着装置を格納または展開する際の最大速度を表している。 |
| VLOF      | 離陸速度のこと。 |
| VMC       | 最低制御速度。エンジンが故障した状態でも航空機を制御可能な最低速度を表す。失速速度と同様、この速度を決めるには幾つか重要な変数が関係する。詳細は最低制御速度の記事を参照のこと。 VMCはより細かくVMCAとVMCGに分けて定義する場合もある。           |
| VMCA      | 最低飛行制御速度。飛行中にエンジンが故障しても航空機が制御可能である最低速度。VMCAはVMCとも呼ばれる。 |
| VMCG      | 最低地上制御速度のこと。航空機が地上にいる間でエンジンが故障しても制御可能である最低速度。 |
| VMCL      | エンジンが一基故障している状態での着陸時における最低制御速度のこと。 |
| VMO       | 最大運用制限速度のこと。VMO を超えると速度超過警報装置が作動する。 |
| VMU       | 最小浮揚速度。安全に離陸し上昇できる最低速度で、推力重量比の幅に沿って製造業者により調定される。実用上はこの速度にさらに安全係数を掛けたVLOFを用いる。                                                                                           |
| VNE       | 超過禁止速度のこと。 |
| VNO       | 巡航速度または通常飛行時の最大速度のこと。 |
| VO        | 最大操縦操作速度のこと。 |
| VR        | ローテーション速度のこと。この速度に達すると機首を引き上げ、離陸する。 |
| Vrot      | 主に軍用機で使用され、 Vrefと共にローテーション速度としての意味を持つ。 |
| VRef      | 着陸基準速度のこと。省略形としてVrefまたはVrotをVrと表すことがある。 |
| VS        | 通常飛行時の失速速度のこと。 |
| VS0       | 着陸態勢時の失速速度のこと。 |
| VS1       | 特定の状況下での失速速度のこと。 |
| VSR       | 失速基準速度のこと。 |
| VSR0      | 着陸態勢時の失速基準速度のこと。 |
| VSR1      | 特定の状況下での失速基準速度のこと。 |
| VSW       | 失速警報装置が作動し始める速度のこと。 |
| VTOSS     | ヘリコプターなどの航空機に適用される安全離陸速度のこと。 |
| VX        | 最良上昇角速度のこと。 |
| VY        | 最良上昇率速度のこと。 |

## その他のV速度
以外のV速度は特定の航空機にのみ適用され、規制によって定義されていない。
| 各V速度名 | 説明                                                                              |
| --------- | --------------------------------------------------------------------------------- |
| VBE       | 最高耐久速度のこと。                                                              |
| VBG       | 無電力時最高滑空速度 – 電力が失われた状態で最も長い滑空距離が得られる速度のこと。 |
| VBR       | 最高航続距離速度 – 航続距離が最も長くなる速度のこと – Vmdと同じ意味である。       |
| Vimd      | 最低抗力のこと。                                                                  |
| Vimp      | 最低電力のこと。                                                                  |
| VLLO      | 最大着陸灯操作速度 – 着陸灯を備えた航空機にのみ存在。                             |
| Vmbe      | 最大ブレーキ作動速度のこと。                                                      |
| Vmd       | 最低抗力のこと (揚力) – VBRまたはVimdと同じ意味である。                           |
| Vmin      | ヘリコプターで計器飛行する際の最低速度のこと。                                    |
| Vms       | 翼面荷重中央時最低降下速度 - 現代のグライダーはVmsや Vmcが同じ値になっている。    |
| Vp        | 水面滑走速度のこと。                                                              |
| VPD       | パラシュートを装備した全航空機におけるパラシュートが展開できる最大速度のこと。    |
| Vra       | 乱気流貫通速度のこと。                                                            |
| VSL       | 特定の状況下での失速速度のこと。                                                  |
| Vs1g      | 負荷係数1G時の失速速度のこと。                                                    |
| Vsse      | 単発機安全速度のこと。                                                            |
| Vt        | 着陸進入速度のこと。                                                              |
| VTD       | 接地速度のこと。                                                                  |
| VTGT      | 着陸速度のこと                                                                    |
| VTO       | 離陸速度のこと。 (VLOFも参照)                                                     |
| Vtocs     | 離陸上昇速度のこと。 (ヘリコプターのみ)                                           |
| Vtos      | エンジンが一基故障していても航空機が上昇可能な最低速度のこと。                    |
| Vtmax     | 最大着陸進入速度のこと。                                                          |
| Vwo       | 最大キャノピー展開可能速度のこと。                                                |
| VXSE      | 双発機における片方のエンジンでの最良上昇角を示す速度のこと。                      |
| VYSE      | 双発機における片方のエンジンでの最良上昇率を示す速度のこと。                      |
| VZRC      | 双発機で上昇率が0となる速度のこと。                                               |

## マッハ数
制限速度がマッハ数になる時には音速で表される。例えば、VMO：最大運用制限速度。MMO：最大運用制限音速となる。

## V1の定義
V1（ヴィーワン、ブイワン。英語: Decision Speed）は、エンジン故障認識速度、離陸決定速度、離陸決心速度と呼ばれ、特に多発飛行機において、エンジンが故障したりタイヤが破裂したりするなど、別の問題が発生したとしても離陸を続けなければならない速度のことである。
この速度は航空機の種類によって異なる。また、機体の重量、滑走路の長さ、フラップの設定、エンジン推力、滑走路の表面状況などによっても変化する為、離陸前にパイロットが設定しなければならない。V1を超えてから離陸を中止すると、滑走路内で停止することが出来ずに滑走路をオーバーランするため離陸中止（RTO; Rejected Take-Off）はできない、もしくは推奨されない。
言い換えれば、離陸決心速度を超えた場合は、必ず離陸しなければならない。V1到達後の離陸滑走中に臨界発動機（故障した場合に、飛行性能に最も悪影響を与えるエンジン）が不作動になるトラブルがあった場合は離陸操作を継続し、上空で引き返すかどうかを判断することになる。
おおよそジェット機での V1 は 140 - 180 KIAS（ノット指示対気速度）、小型プロペラ機では 40 - 60 KIAS 程度となっている。
2人乗務の場合には、片方の操縦士が速度計を見ながら呼びかけを行ない（「 V1(決心速度到達)」「VR(機首上げ)」「V2(上昇開始)」）、これに合わせて、操縦桿を握る操縦士が上昇操作を行なう。

V1は、管轄区域によって定義される内容が異なる。
- アメリカ連邦航空局は、「飛行機を加速停止距離内で停止させるために、パイロットが最初の行動 (ブレーキを掛け、推力を減少させ、スポイラーを展開する)を取らなければならない離陸時の最高速度である。またパイロットが離陸を継続し、離陸後も十分に上昇できるなど、離陸における最低速度も意味する。」としている[7]。
- カナダ運輸省は、「V1は『重要なエンジン故障の認識速度』と定義し、この定義が航空機の安全性を危険にしない限り、運用者は航空情報マニュアルで概説されている他の定義も、採用することが出来る。」としている[8]。
- 日本国運輸安全委員会は、「離陸滑走中、1発動機が不作動になった場合に離陸を継続するか中止するかを決定をするための速度であり、 離陸重量、フラップ角、滑走路状態及び推力により決定される。」としている[35]。

## 事故
- 福岡空港ガルーダ航空機離陸事故 - 離陸決心速度を超過していたにもかかわらず離陸を中止したため、滑走路をオーバーランした事故。
- 東亜国内航空機米子空港オーバーラン事故 - 離陸決心速度に達して離陸操縦を行ったにもかかわらず、操縦桿の不具合（昇降舵の動作不良）によりやむを得ず離陸中止しオーバーランに至った事故。
- LAPA 3142便離陸失敗事故 -フラップを展開せずに離陸を試みたが、離陸決心速度を越える速度で離陸を中止したため滑走路をオーバーランに至った事故。